# Ferran Sunyer i Balaguer

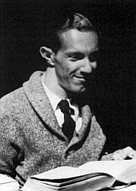

Ferran Sunyer i Balaguer (* 1912 in Figueres; † 27. Dezember 1967 in Barcelona) war ein spanischer Mathematiker. Ihm zu Ehren wird der Ferran-Sunyer-i-Balaguer-Preis vergeben.
Ferran Sunyer i Balaguer hatte von Geburt an eine schwere körperliche Behinderung, sodass er zeitlebens im Rollstuhl saß. Er besuchte keine Schule, da die Ärzte der Ansicht waren, dass er dieser Belastung nicht gewachsen sei. Stattdessen wurde er von seiner Mutter unterrichtet. Sein mathematisches Interesse wurde durch Bücher, die sein Cousin aus der Universitätsbibliothek holte, gefördert.
Im Jahre 1938 schickte er zwei Arbeiten an Jacques Hadamard, der für die Veröffentlichung einer dieser Arbeiten in den Comptes Rendus sorgte und der ihn auch in Kontakt mit Szolem Mandelbrojt brachte. Später stand Sunyer i Balaguer in Verbindung zu vielen weiteren namhaften Mathematikern, etwa Waclaw Sierpinski oder A. J. Macintyre. Insgesamt verfasste er über 40 mathematische Arbeiten. Da er auf Grund seiner Behinderung nicht selbst schreiben konnte, diktierte er diese seiner Mutter, nach deren Tod im Jahre 1955 dann zwei Cousinen.
Sunyer i Balaguers Hauptarbeitsgebiet war die Funktionentheorie. Insbesondere stammen hier eine ganze Reihe von Resultaten über Taylorreihen und Dirichletreihen mit Lücken von ihm. Aber er lieferte auch Beiträge zu anderen Gebieten. Er erhielt eine Reihe von Preisen und Auszeichnungen für seine Arbeiten.